# Viện Nhân dân Afghanistan
Viện Nhân dân (tiếng Pashtun: دَ افغانستان ولسي جرګه, Wolesi Jirga) là hạ viện của Quốc hội Cộng hòa Hồi giáo Afghanistan, trong khi đó thượng viện được gọi là Viện Trưởng lão.
Hạ viện Afghanistan là cơ quan chịu trách nhiệm xây dựng pháp luật của quốc gia, giống với Hạ viện trong Hệ thống Westminster. Cơ quan này có 250 đại biểu được bầu từ phiếu bầu trực tiếp và không thể chuyển nhượng. Các đại biểu được bầu theo khu vực hành chính và phục vụ trong nhiệm kỳ 5 năm. Theo quy định của Hiến pháp, đảm bảo có ít nhất 68 đại biểu là phụ nữ. Những người du mục Kuchi bầu ra 10 đại diện qua Cơ chế Quốc gia Duy nhất.
Cơ quan này cũng chịu trách nhiệm xây dựng và thông qua luật, cũng như phê chuẩn các quyết định của tổng thống. Cuộc bầu cử đầu tiên được thực hiện vào tháng 9 năm 2005, 4 năm sau khi chế độ Taliban sụp đổ và được thực hiện dưới sự giám sát của quốc tế (chủ yếu là Liên Liên Hợp Quốc và NATO).
Cuộc bầu cử Viện Nhân dân năm 2010 được tổ chức vào ngày 18 tháng 9 năm 2010 và cuộc bầu cử Viện Nhân dân năm 2018 được tổ chức vào ngày 20 tháng 10 năm 2018 sau gần 3 năm bị trì hoãn. Quốc hội mới sau đó được thành lập vào ngày 26 tháng 4 năm 2019.
Hạ viện Afghanistan cùng thượng viện đã bị giải thể vào ngày 15 tháng 8 năm 2021 sau khi Taliban tiếp quản chính quyền và chuyển giao nhiệm vụ của cơ quan này cho Hội đồng Lãnh đạo Afghanistan.
Taliban không đưa Quốc hội và các cơ quan khác của chính quyền cũ vào kế hoạch chi tiêu ngân sách năm đầu tiên vào tháng 5 năm 2022. Người phát ngôn chính phủ Innamullah Samangani cho biết do khủng hoảng tài chính nên chỉ các cơ quan đang hoạt động mới được cấp ngân sách, các cơ quan khác hoặc các cơ quan đã bị giải thể sẽ không được nhận ngân sách nhưng vẫn có thể được đưa vào hoạt động trở lại nếu cần.

## Các cuộc bầu cử
Trước khi Taliban tiếp quản chính quyền, các cuộc bầu cử cuối cùng được lên kế hoạch tổ chức vào ngày 15 tháng 10 năm 2016, nhưng sau đó phải hoãn đến ngày 7 tháng 7 năm 2018, rồi đến ngày 20 tháng 10 năm 2018 mới chính thức diễn ra.
Nghị viện cuối cùng đã được Tổng thống Ashraf Ghani tuyên bố thành lập vào ngày 26 tháng 4 năm 2019. Đây là nghị viện thứ 17 trong lịch sử Afghanistan.

## Ghế dành riêng cho phụ nữ
Phụ nữ Afghanistan vắng bóng hoàn toàn trong việc đưa ra các quyết định về quốc gia suốt hàng thế kỷ. Năm 2001, phụ nữ Afghanistan lần đầu được bước vào chính trường sau khi chế độ Taliban sụp đổ. Với việc đưa ra quy định về ghế dành riêng, năm 2002 có khoảng 10% trong số 1.600 ghế là dành cho phụ nữ, đây là cơ sở đầu tiên để phụ nữ Afghanistan tham gia vào quốc hội, vào các vấn đề của quốc gia.
Hiến pháp năm 2004 nêu rõ việc đảm bảo số ghế dành riêng cho phụ nữ và các dân tộc thiểu số trong cả lưỡng viện. Trong cuộc bầu cử năm 2005, phụ nữ Afghanistan đã giành được 89 ghế. Theo Liên minh Nghị viện Thế giới, họ đã nắm được 67 ghế (27,7%) ở Viện Nhân dân và 22 ghế (21,6%) ở Viện Trưởng lão. Tỷ lệ này cao hơn mức trung bình trên toàn thế giới là 18,5% và cao hơn mức trung bình của Mỹ là 16,8% đối với Hạ viện và 15,4% đối với Thượng viện.